# Bahnstrecke Jüterbog–Röderau
| Strecke                                                |         | von Berlin Anhalter Bf und Zossen                     | von Berlin Anhalter Bf und Zossen                     |
| Bahnhof                                                | 62,817  | Jüterbog                                              | Jüterbog                                              |
| Brücke                                                 |         | Bundesstraße 102                                      | Bundesstraße 102                                      |
| Abzweig geradeaus und nach rechts                      |         | nach Nauen                                            | nach Nauen                                            |
| Abzweig geradeaus und nach rechts                      |         | nach Halle (Saale) Hbf                                | nach Halle (Saale) Hbf                                |
| Bahnhof                                                | 70,826  | Oehna                                                 | Oehna                                                 |
| Haltepunkt / Haltestelle                               | 75,245  | Zellendorf (seit 15. Dezember 2013)                   | Zellendorf (seit 15. Dezember 2013)                   |
| ehemaliger Haltepunkt / Haltestelle                    | 75,800  | Zellendorf (bis 1995)                                 | Zellendorf (bis 1995)                                 |
| Grenze                                                 |         | Landesgrenze Brandenburg / Sachsen-Anhalt             | Landesgrenze Brandenburg / Sachsen-Anhalt             |
| Haltepunkt / Haltestelle                               | 79,986  | Linda (Elster) (früher Bf, bis 1929 Wendisch Linda)   | Linda (Elster) (früher Bf, bis 1929 Wendisch Linda)   |
| Abzweig geradeaus und von links                        |         | Anst Fliegerhorst Schönewalde/Holzdorf                | Anst Fliegerhorst Schönewalde/Holzdorf                |
| Bahnhof                                                | 88,303  | Holzdorf (Elster)                                     | Holzdorf (Elster)                                     |
| Brücke über Wasserlauf                                 |         | Eisenbahnbrücke Premsendorf (Schwarze Elster)         | Eisenbahnbrücke Premsendorf (Schwarze Elster)         |
| Grenze                                                 |         | Landesgrenze Sachsen-Anhalt – Brandenburg             | Landesgrenze Sachsen-Anhalt – Brandenburg             |
| Bahnhof                                                | 101,140 | Herzberg (Elster)                                     | Herzberg (Elster)                                     |
| Strecke mit Straßenbrücke                              |         | Bundesstraße 87                                       | Bundesstraße 87                                       |
| Abzweig geradeaus und nach links                       |         | Verbindungskurve nach Herzberg (Elster) Stadt         | Verbindungskurve nach Herzberg (Elster) Stadt         |
| ehemalige Blockstelle                                  |         | Abzw Großrössen                                       | Abzw Großrössen                                       |
| Abzweig geradeaus und von links                        |         | Verbindungskurve von Herzberg (Elster) Stadt          | Verbindungskurve von Herzberg (Elster) Stadt          |
| Abzweig geradeaus und nach rechts                      |         | Verbindungskurve nach Beyern (Strategische Bahn)      | Verbindungskurve nach Beyern (Strategische Bahn)      |
| Kreuzung geradeaus unten                               |         | Roßlau (Elbe)–Węgliniec                               | Roßlau (Elbe)–Węgliniec                               |
| Abzweig geradeaus und von links                        |         | von Roßlau (Elbe) und Beeskow                         | von Roßlau (Elbe) und Beeskow                         |
| Turmbahnhof geradeaus unten                            | 111,495 | Falkenberg (Elster) Halle–Cottbus                     | Falkenberg (Elster) Halle–Cottbus                     |
| Abzweig geradeaus und nach links                       |         | nach Węgliniec und nach Bft Falkenberg (Elster) ob Bf | nach Węgliniec und nach Bft Falkenberg (Elster) ob Bf |
| ehemalige Blockstelle                                  | 116,900 | Bk Marxdorf                                           | Bk Marxdorf                                           |
| ehemaliger Bahnhof                                     | 121,700 | Saxdorf (bis 1995)                                    | Saxdorf (bis 1995)                                    |
| Abzweig geradeaus und von rechts                       |         | von Mühlberg (Elbe)                                   | von Mühlberg (Elbe)                                   |
| Dienststation / Betriebs- oder Güterbahnhof            | 125,687 | Neuburxdorf (Personenverkehr bis 2004)                | Neuburxdorf (Personenverkehr bis 2004)                |
| ehemalige Blockstelle                                  | 130,800 | Bk Boragk                                             | Bk Boragk                                             |
| Grenze                                                 |         | Landesgrenze Brandenburg – Sachsen                    | Landesgrenze Brandenburg – Sachsen                    |
| Blockstelle                                            | 135,700 | Jacobsthal (Bk, ehem. Bf, Personenverkehr bis 2004)   | Jacobsthal (Bk, ehem. Bf, Personenverkehr bis 2004)   |
| Abzweig geradeaus und ehemals von links                | 140,300 | Anst Truppenübungsplatz Zeithain                      | Anst Truppenübungsplatz Zeithain                      |
| Abzweig geradeaus und von rechts                       | 140,500 | Anst Kieswerk                                         | Anst Kieswerk                                         |
| ehemaliger Dienststation / Betriebs- oder Güterbahnhof | 140,600 | Röderau Militärbahnhof                                | Röderau Militärbahnhof                                |
| Abzweig geradeaus und ehemals von rechts               |         | Strategische Bahn von Oschatz                         | Strategische Bahn von Oschatz                         |
| Dienststation / Betriebs- oder Güterbahnhof            | 140,870 | Röderau (Personenverkehr bis 2004)                    | Röderau (Personenverkehr bis 2004)                    |
| Abzweig geradeaus und nach rechts                      |         | nach Riesa                                            | nach Riesa                                            |
| Abzweig geradeaus und von rechts                       |         | von Leipzig Hbf                                       | von Leipzig Hbf                                       |
| Blockstelle                                            | 142,007 | Abzw Zeithain Bogendreieck                            | Abzw Zeithain Bogendreieck                            |
| Abzweig geradeaus und nach links                       |         | nach Elsterwerda                                      | nach Elsterwerda                                      |
| Strecke                                                |         | nach Dresden-Neustadt                                 | nach Dresden-Neustadt                                 |

| Strecke                                     |         | von Jüterbog                       | von Jüterbog                      |
| Kilometer-Wechsel                           | 140,470 | Streckenanfang                     | Streckenanfang                    |
| Abzweig geradeaus und ehemals von rechts    |         | Strategische Bahn von Oschatz      | Strategische Bahn von Oschatz     |
| Dienststation / Betriebs- oder Güterbahnhof | 140,870 | Röderau (Personenverkehr bis 2004) | 98 m ü. HN                        |
| Abzweig geradeaus und nach links            |         | nach Abzw Zeithain Bogendreieck    | nach Abzw Zeithain Bogendreieck   |
| Abzweig geradeaus und von links             |         | von Dresden-Neustadt               | von Dresden-Neustadt              |
| Blockstelle                                 | 141,962 | Abzw Röderau Bogendreieck          | 99 m ü. HN                        |
| Abzweig geradeaus und nach links            |         | nach Leipzig Hbf                   | nach Leipzig Hbf                  |
| Brücke über Wasserlauf                      | 143,805 | Elbebrücke                         | Elbebrücke                        |
| Abzweig geradeaus und von links             |         | von Dresden-Neustadt               | von Dresden-Neustadt              |
| Bahnhof                                     | 144,396 | Riesa                              | 106 m ü. HN                       |
| Kilometer-Wechsel                           | 144,578 | Streckenende                       | Streckenende                      |
| Abzweig geradeaus und nach links            |         | nach Chemnitz Hbf und nach Nossen  | nach Chemnitz Hbf und nach Nossen |
| Strecke                                     |         | nach Leipzig Hbf                   | nach Leipzig Hbf                  |
|                                             |         |                                    |                                   |
| Quellen:                                    |         |                                    |                                   |

Die Bahnstrecke Jüterbog–Röderau ist eine elektrifizierte Hauptbahn in Brandenburg, Sachsen-Anhalt und Sachsen. Sie verläuft von Jüterbog über Falkenberg (Elster) nach Röderau. Dort verzweigt sie sich in einem Bogendreieck und mündet in die Hauptbahn Leipzig–Dresden in Richtung Riesa beziehungsweise Dresden. Im Abschnitt Jüterbog–Falkenberg ist die Strecke eingleisig, im Abschnitt Falkenberg–Röderau zweigleisig.

## Geschichte

### Die ersten Jahre

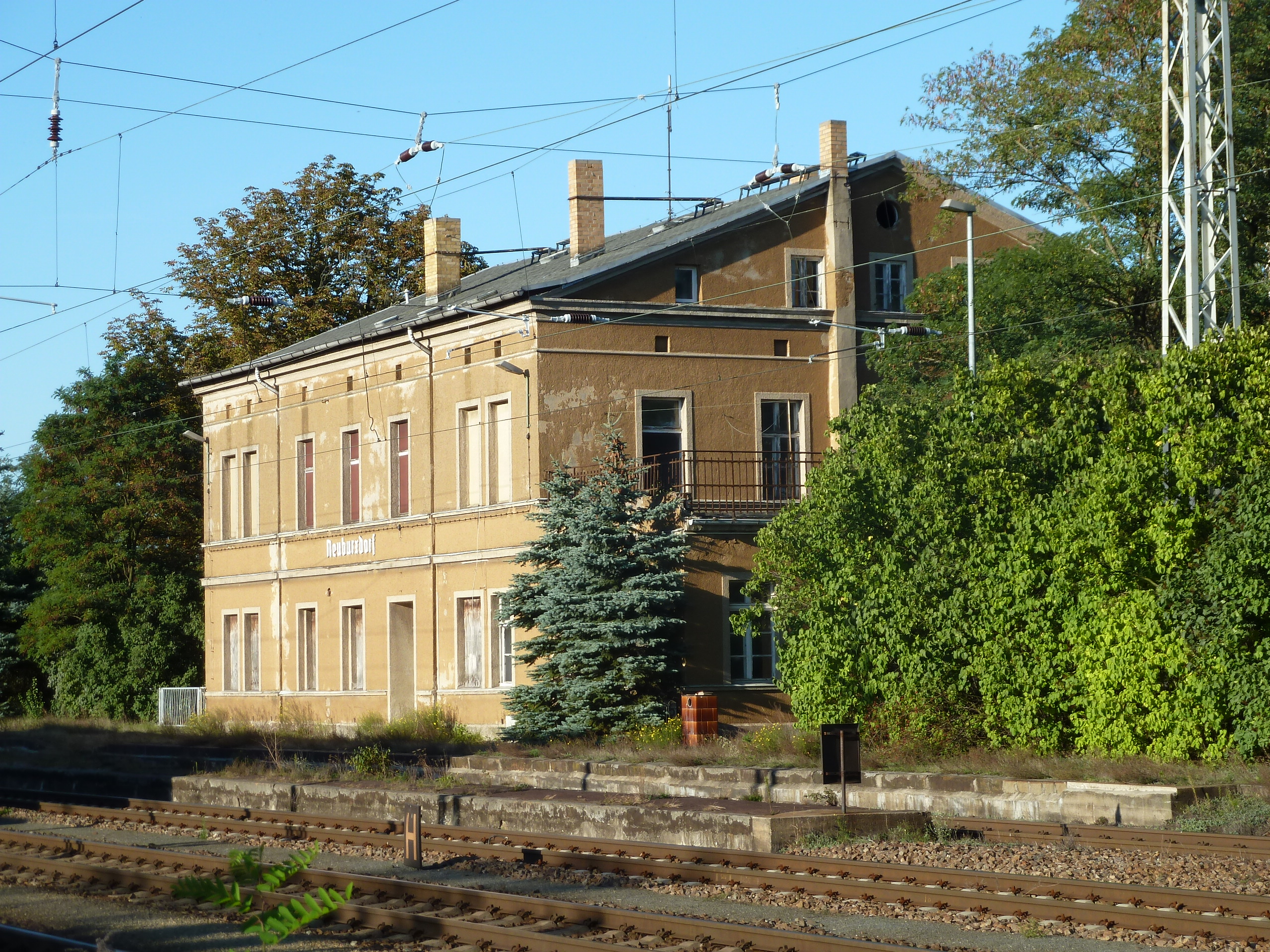
Der 1848 eingeweihte Bahnhof Neuburxdorf im südlichen Streckenteil hat seit 2004 keinen Personenverkehr mehr.

Die Berlin-Anhaltische Eisenbahn-Gesellschaft (BAE) war im 19. Jahrhundert für mehr als vier Jahrzehnte eines der bedeutendsten Eisenbahnunternehmen Deutschlands. Ein besonderes Anliegen war für sie die Verbindung Berlin–Dresden. Bereits Ende der 1830er Jahre hatte es Ideen für eine Bahnstrecke von Berlin nach Riesa und Dresden gegeben. Zunächst entstand jedoch die Strecke über Jüterbog, Wittenberg und Dessau nach Köthen, die 1841 eröffnet wurde. Schon im selben Jahr hatte der preußische Staat der BAE die Genehmigung einer Strecke von Jüterbog nach Riesa in Aussicht gestellt. Eine Reihe von Trassenvarianten wurde untersucht. Eine Variante sah einen Verlauf östlich von Herzberg und Liebenwerda vor, eine weitere Idee war eine westliche Trasse über Annaburg und weiter durch das Elbtal bei Torgau. Schließlich entschied man sich für eine geradlinige Variante westlich an Herzberg und Liebenwerda vorbei.
Nach einigen Verzögerungen wurde die Strecke in zwei Etappen eingeweiht, am 1. Juli 1848 von Jüterbog bis Herzberg und am 1. Oktober des gleichen Jahres auf der Gesamtstrecke. Sie verbindet Jüterbog an der 1841 eröffneten Stammstrecke der Anhalter Bahn, der heutigen Bahnstrecke Berlin–Halle, mit Röderau bei Riesa, wo die Strecke an die Leipzig-Dresdner Eisenbahn angebunden wurde. Die Streckenkilometrierung übernimmt bis heute die der Stammstrecke der Anhalter Bahn, Nullpunkt der Kilometrierung ist der heute nicht mehr bestehende Anhalter Bahnhof in Berlin, die Strecke nach Röderau beginnt in Jüterbog bei Streckenkilometer 62,8.
Die Strecke diente vor allem dem Verkehr von Berlin nach Dresden. 1875 bekam sie Konkurrenz durch die direkte Bahnstrecke Berlin–Dresden der Berlin-Dresdener Eisenbahn, die beide Städte auf der zwölf Kilometer kürzeren Strecke über Elsterwerda verband. Bis Ende des Zweiten Weltkrieges teilten sich beide Strecken den Fernverkehr. Die meisten über Falkenberg fahrenden Züge wurden in Röderau geteilt, ein Abschnitt fuhr weiter nach Chemnitz, der andere nach Dresden.
Seit 1871 kreuzt die Halle-Sorau-Gubener Eisenbahn in Falkenberg die Strecke Jüterbog–Röderau. Der Bahnhof in Falkenberg wurde zu einem Eisenbahnknoten in Form eines Turmbahnhofs.

### Weitere Entwicklung

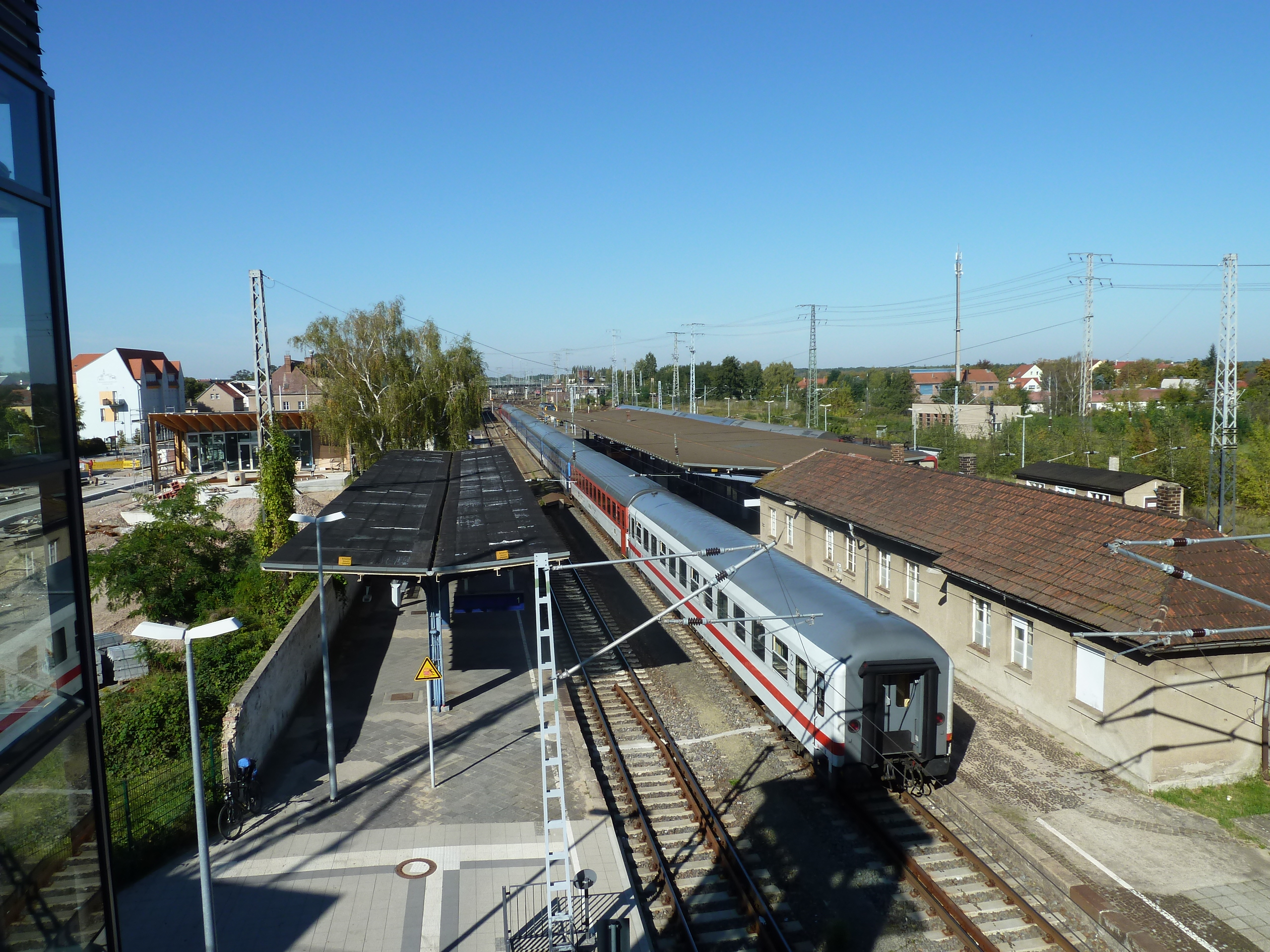
Umgeleiteter Eurocity im Bahnhof Falkenberg

Nach dem Zweiten Weltkrieg wurde auf dieser Strecke wie auf den meisten in der Sowjetischen Besatzungszone das zweite Streckengleis als Reparationsleistung abgebaut. Mit der Teilung Berlins fuhr der Fernverkehr nach Berlin nicht mehr zum Anhalter Bahnhof, sondern über den Berliner Außenring in den Ostteil Berlins. Damit war die Führung über die Anhalter Bahn für die Dresdener Züge ein Umweg, es ging dorthin fortan ausschließlich über Elsterwerda. Über Falkenberg verblieben einige Schnellzüge nach Chemnitz (ab 1953 Karl-Marx-Stadt). Nach dem Ausbau der Bahnstrecke Zeithain–Elsterwerda verschwanden Anfang der 1970er auch diese Züge von der Strecke über Falkenberg. Sie diente nur noch dem Güter- und Regionalverkehr. Einziger höherwertiger Zug war ein Eilzug Dresden–Falkenberg–Dessau (später Köthen) und zurück an Freitagen und Sonntagen.

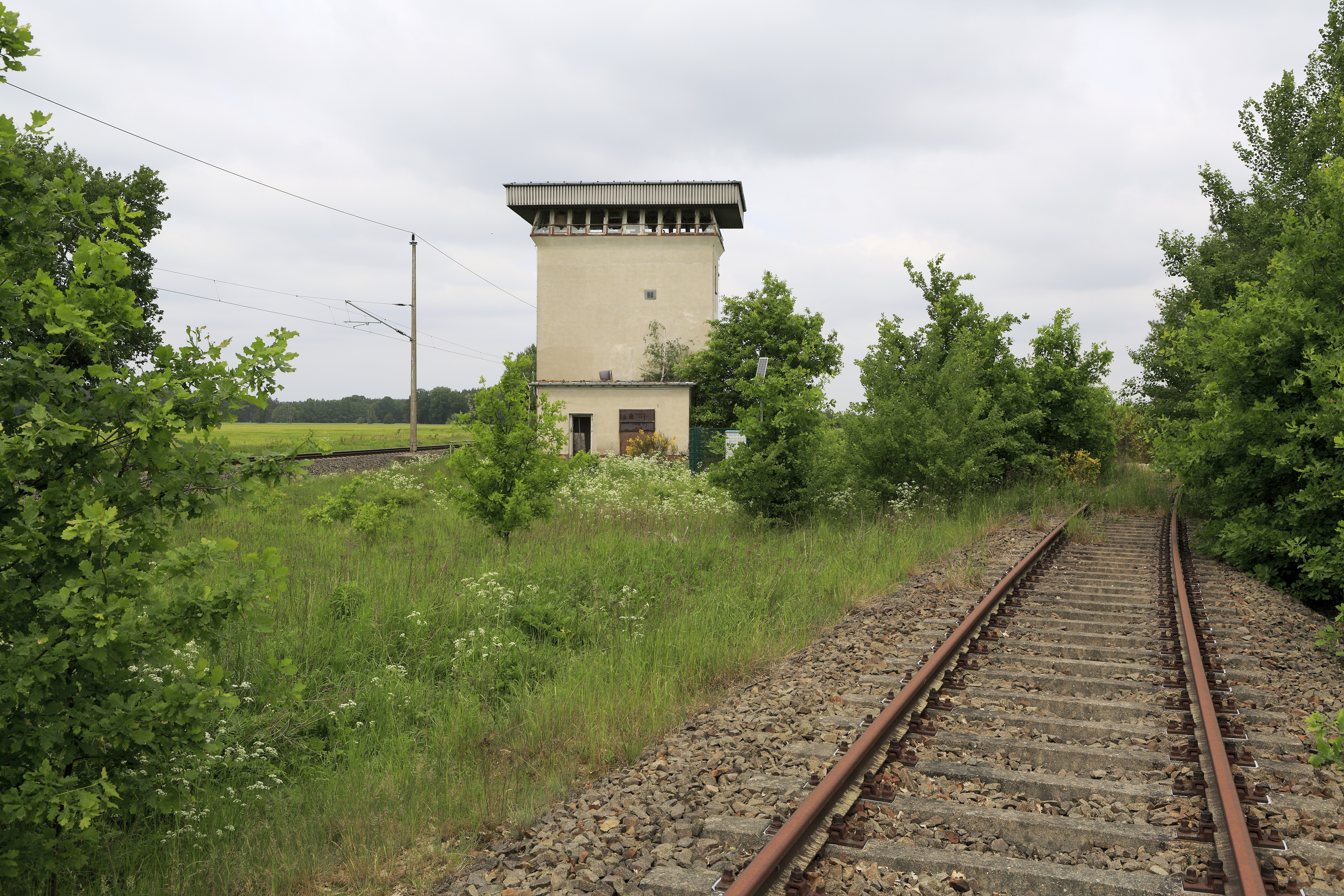
Stellwerksgebäude Abzw Großrössen, 2018

Aus vorwiegend militärischen Gründen entstanden in den 1970er Jahren mit den Strecken Herzberg West–Fermerswalde, Herzberg–Falkenberg und Großrössen–Herzberg West Verbindungsbahnen, die die drei von Norden auf den Bahnhof Falkenberg (Elster) zulaufenden Strecken verbanden. Sie ermöglichten eine teilweise Umgehung dieses Knotens. Im Gegensatz zu vielen anderen vergleichbaren strategischen Verbindungsstrecken wurden sie sicherungstechnisch vollständig ausgerüstet. An den Einbindungen in die Strecke Jüterbog–Röderau wurde dafür als Abzweigstelle Großössen ein Spurplanstellwerk der Bauform GS II Sp 64b errichtet. Um die in diesem Bereich für die Gleisfreimeldung genutzten Gleisstromkreise funktionsfähig zu halten, wurden die Verbindungen auch planmäßig befahren. Mitte der 1990er Jahre wurden die Verbindungsstrecken wieder stillgelegt und die Abzweigstelle Großrössen aufgehoben.
Anfang der 1980er Jahre wurde auf dem Abschnitt Falkenberg (Elster)–Röderau die Zweigleisigkeit wiederhergestellt. Ende 1986 wurde der elektrische Betrieb zwischen Falkenberg und Röderau, im Jahr 1989 auch zwischen Jüterbog und Falkenberg aufgenommen.
Nach der Wende verbesserte sich für den Nordabschnitt Jüterbog–Falkenberg die Anbindung an Berlin. Die Züge wurden vertaktet und direkt nach Berlin durchgebunden. Die Nachfrage auf dem Südabschnitt über die Landesgrenze nach Riesa nahm dagegen mehr und mehr ab. Zum Dezember 2004 wurde der Personenverkehr auf diesem Abschnitt durch den Verkehrsverbund Oberelbe abbestellt.
Ein Jahr später gab es noch einmal kurzzeitig Personenfernverkehr auf diesem Abschnitt. Wegen Bauarbeiten an der Strecke Berlin–Elsterwerda wurde im Winterfahrplan 2005/2006 die Interregio-Linie 14 (die letzte deutsche InterRegio-Linie) zwischen Berlin und Chemnitz via Falkenberg umgeleitet. Die Züge verkehrten zwischen Riesa und Berlin-Schönefeld Flughafen ohne Halt.
Bedingt durch Bauarbeiten wurden bis September 2006 weitere Fernzüge über die Strecke Röderau–Falkenberg–Jüterbog umgeleitet, darunter viele EuroCity-Züge der Linie Berlin–Dresden–Prag. Besonders im südlichen Abschnitt wirkten sich verschiedene Langsamfahrstellen negativ auf die Pünktlichkeit der Züge aus, beispielsweise konnte der Bahnhof Neuburxdorf nur mit 20 km/h durchfahren werden.

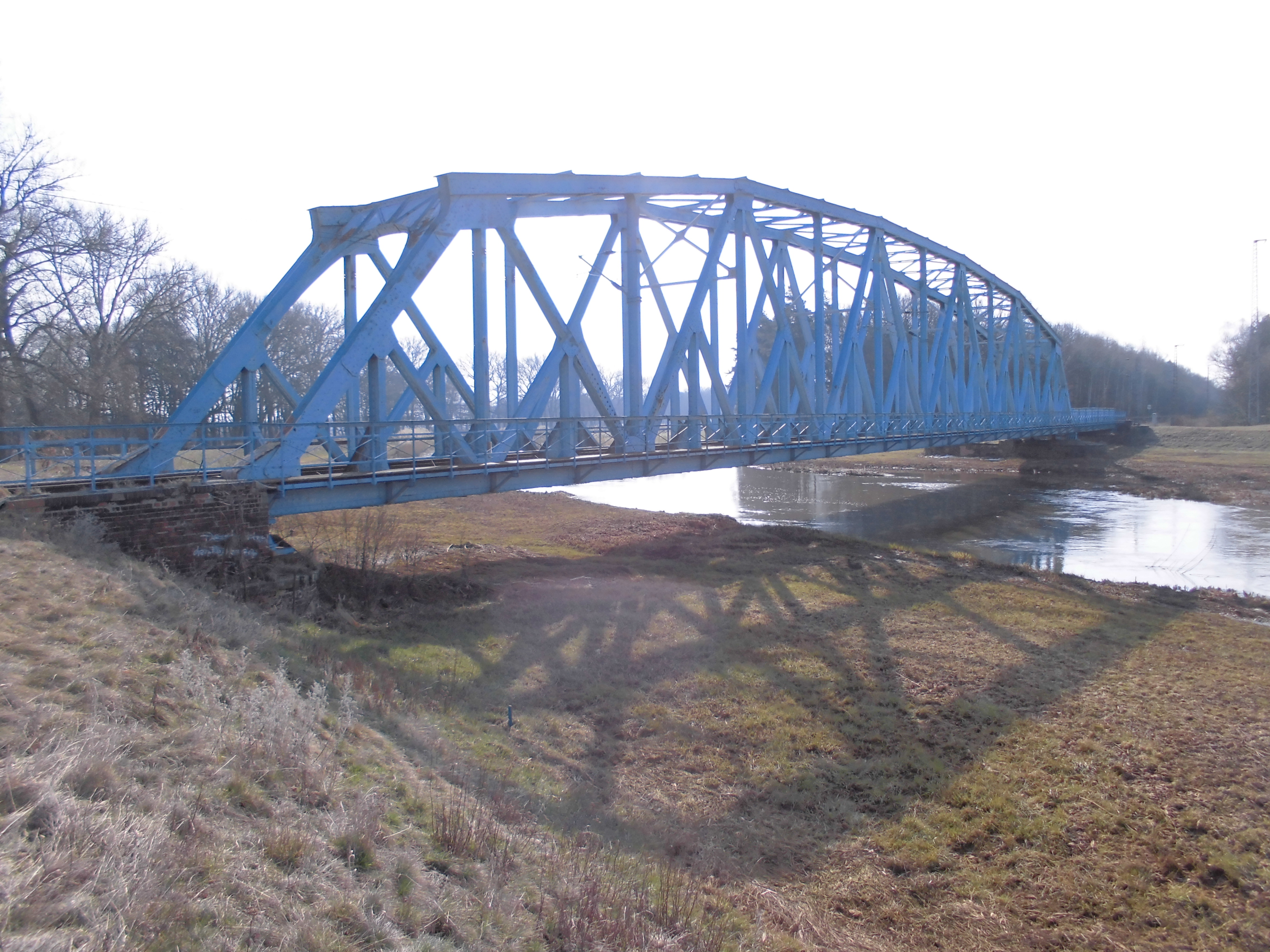
„Blaues Wunder“, erbaut 1912 und 2013 ersetzt

Seit 2010 wird die Strecke im Zuge des Ausbaus der Bahnstrecke Berlin–Dresden regelmäßig zur Umleitung von einzelnen Zügen der IC/EC-Linie 27 (Berlin–Dresden–Prag) genutzt. Zusätzliche Verkehrshalte gibt es dabei nicht. Die planmäßigen Fahrzeiten zwischen Berlin und Dresden werden trotz des knapp 16 km längeren Fahrwegs gehalten. Der Abschnitt Jüterbog–Falkenberg wurde im Jahr 2011 alle zwei Stunden von Regionalexpresszügen der Linie RE5 mit Berlin verbunden. Im Fahrplanjahr 2023 verkehrt die Linie RE4 zweistündlich zwischen Rathenow und Falkenberg und befährt dabei den nördlichen Streckenabschnitt. Auf dem Abschnitt südlich von Falkenberg gibt es derzeit keinen planmäßigen Personenverkehr mehr, dort verkehren nur noch Güterzüge. Weil auf den Stammgleisen 1M und 2M im Bahnhof Falkenberg (Elster) nur Fahrstraßen für jeweils eine Fahrtrichtung bestehen, müssen die hier wendenden Züge des Brandenburger Regionalverkehrs bei jeder Fahrt umgesetzt werden. 
Nordwestlich von Herzberg (Elster) überquert die Strecke auf der Eisenbahnbrücke Premsendorf die Schwarze Elster. Diese bestand bis 1912 aus zwei Holzbrücken mit Stützpfeilern, an denen sich im Winter das Eis staute. Das führte u. a. zu Deichbrüchen, weshalb die alte Brückenkonstruktion durch zwei genietete eiserne Bogenbrücken ohne Stützpfeiler ersetzt wurde (im Volksmund auch „Blaues Wunder“ genannt). Sie zählten Anfang des 20. Jahrhunderts zu den längsten freitragenden Brücken Europas.
Kurz vor Kriegsende im April 1945 wurde die Brücke gesprengt. Nach provisorischem Wiederaufbau fuhr am 23. Mai bereits wieder der erste Zug nach Luckau über die Brücke.

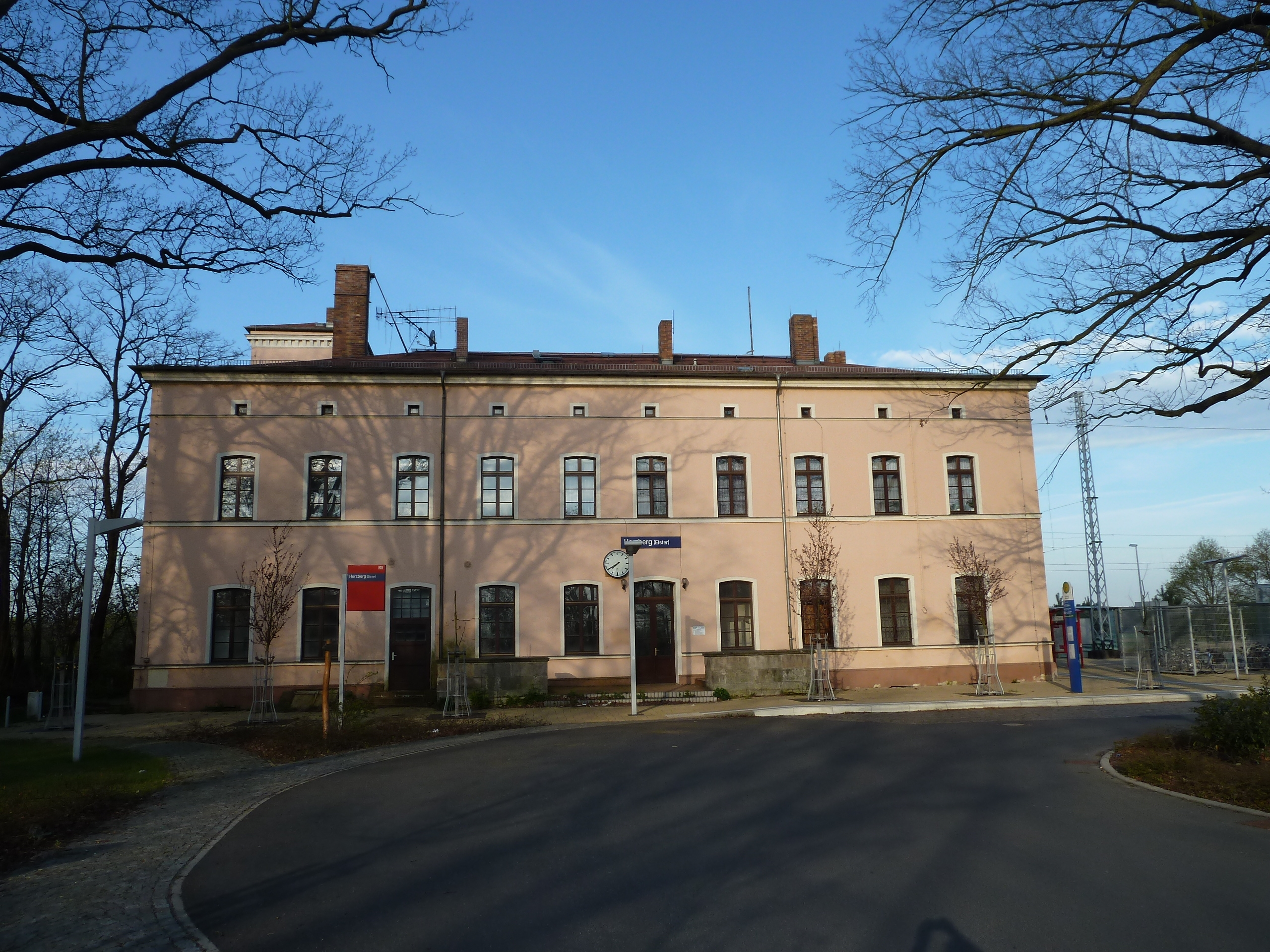
Bahnhof Herzberg, denkmalgeschütztes Empfangsgebäude (2012)

Teile der Brücke wurden als Reparationsleistung in die Sowjetunion gebracht. Seit dem Wiederaufbau 1945 war die Brücke nur noch eingleisig. Das änderte sich auch nicht mit dem Ersatzneubau im Jahr 2013, als die altersschwache Brücke durch eine neue zweispurige Stahlbrücke ersetzt wurde.
Der 1995 aufgelassene Haltepunkt in Zellendorf wurde 2013 in veränderter Lage neu errichtet und ging zum Fahrplanwechsel im Dezember 2013 wieder in Betrieb. Die Kosten für den 140 m langen Bahnsteig beliefen sich auf 290.000 Euro.
2017 wurde die zulässige Höchstgeschwindigkeit im Nordabschnitt der Strecke zwischen Jüterbog und Herzberg von 100 auf 120 km/h angehoben.

### Ausblick
Im dritten Gutachterentwurf des Deutschlandtakts ist ein neuer Begegnungsabschnitt zwischen Linda und Holzdorf unterstellt. Dafür sind, zum Preisstand von 2015, Investitionen von 39 Millionen Euro vorgesehen. Dieser wäre für einen sauberen SPNV-Stundentakt und die Erreichung aller Anschlüsse in Falkenberg notwendig. Mit Inkrafttreten des neuen Verkehrsvertrags für das „Netz Nord-Süd“ im Dezember 2026 soll der RE4 stündlich verkehren.
Die DB Netz plant den Bau eines neuen Gleisanschlusses für die Berger Rohstoffe GmbH im Bahnhof Neuburxdorf, der zum erweiterten Kiessandtagebau Altenau führen soll.